# Louis Hofmann
Louis Hofmann (* 3. června 1997 Bensberg / Bergisch Gladbach) je německý herec.

## Život
Hofmann vyrůstal v Kolíně nad Rýnem a první zkušenosti před kamerou získal v letech 2006–2008 v magazínu Servicezeit vysílaného WDR. V roce 2009 hrál v televizním seriálu Danni Lowinski. V roce 2010 hrál hlavní dětské role ve filmech Der verlorene Vater a Tod in Istanbul. Následovaly role v seriálech Wilsberg a Kobra 11 a titulní role ve filmu Tom Sawyer (2011) a jeho pokračování Die Abenteuer des Huck Finn. V roce 2014 hrál Hofmann ve filmu Das Zeugenhaus a o rok později ve filmu Freistatt, za kterou obdržel několik ocenění. V roce 2015 Louis Hofmann hrál v dánsko-německém filmu Under sandet. V roce 2016 hrál ve filmu Die Mitte der Welt a v roce 2017 v seriálu Dark.

## Filmografie

### Film
- 2011: Tom Sawyer
- 2012: Die Abenteuer des Huck Finn
- 2013: Der fast perfekte Mann
- 2015: Freistatt
- 2015: Under sandet
- 2016: Alone in Berlin
- 2016: Die Mitte der Welt
- 2017: Lommbock
- 2018: 1000 Arten Regen zu beschreiben
- 2018: Red Sparrow
- 2018: The White Crow
- 2019: Prélude

### Televize
- 2006–2009: Servicezeit (televizní magazín)
- 2010: Danni Lowinski (seriál)
- 2010: Der verlorene Vater
- 2010: Tod in Istanbul
- 2011: Wilsberg – Aus Mangel an Beweisen (seriál)
- 2011: Kobra 11 (seriál)
- 2012: Kommissar Stolberg (seriál)
- 2013: SOKO Köln (seriál – epizoda Der stille Mord)
- 2014: Das Zeugenhaus
- 2016: Das weiße Kaninchen
- 2017: You Are Wanted (seriál)
- 2017: Dark (seriál)
- 2017: SCHULD nach Ferdinand von Schirach (seriál – epizoda Das Cello)

## Ocenění
- 2012: New Faces Award – zvláštní cena (Tom Sawyer)
- 2014: Bayerischer Filmpreis – kategorie nejslibnější herec (Freistatt)
- 2015: nominace na Max-Ophüls-Preis – kategorie nejslibnější herec (Freistatt)
- 2015: Clion – nejlepší herec na Festival International du Film historique de Waterloo (Freistatt)
- 2015: Tokyo International Film Festival – nejlepší herec (Under sandet)
- 2016: cena dánských kritiků Bodil – nejlepší herec ve vedlejší roli (Under sandet)
- 2016: nominace na dánskou filmovou cenu Robert – nejlepší herec ve vedlejší roli (Under sandet)
- 2016: International Film Festival Peking – nejlepší herec v hlavní roli (Under sandet)
- 2016: Deutscher Schauspielerpreis – kategorie nejslibnější herec (Freistatt)
- 2016: Deutscher Filmpreis – zvláštní ocenění „Jaeger-LeCoultre Hommage an den Deutschen Film“ (Under sandet)
- 2017: Askania Award – kategorie Shooting Star
- 2018: Goldene Kamera – kategorie nejslibnější herec
- 2018: Jupiter – kategorie nejlepší německý televizní herec (Dark)